# 上海西站
上海西站，又称为上海西火車站，原为真茹站，後改称真如火车站，是京沪铁路、沪昆铁路、沪宁城际铁路的一个车站。位于中华人民共和国上海市普陀区真如镇街道杨家桥，在上海站以西约5公里处。车站由中国铁路上海局集团有限公司管理，是上海西站综合交通枢纽的重要部分。
上海西站仅办理本站当日车次的售票业务，不办理改签、退票、挂失补票业务。

## 历史
上海西站原名真茹站，建于1905年，清光绪三十三年（1907年）与沪宁铁路同时开始营运，当时真茹站设有2条站线、一座土站台和一间站房:226。1946年车站改称真如站。

### 扩建

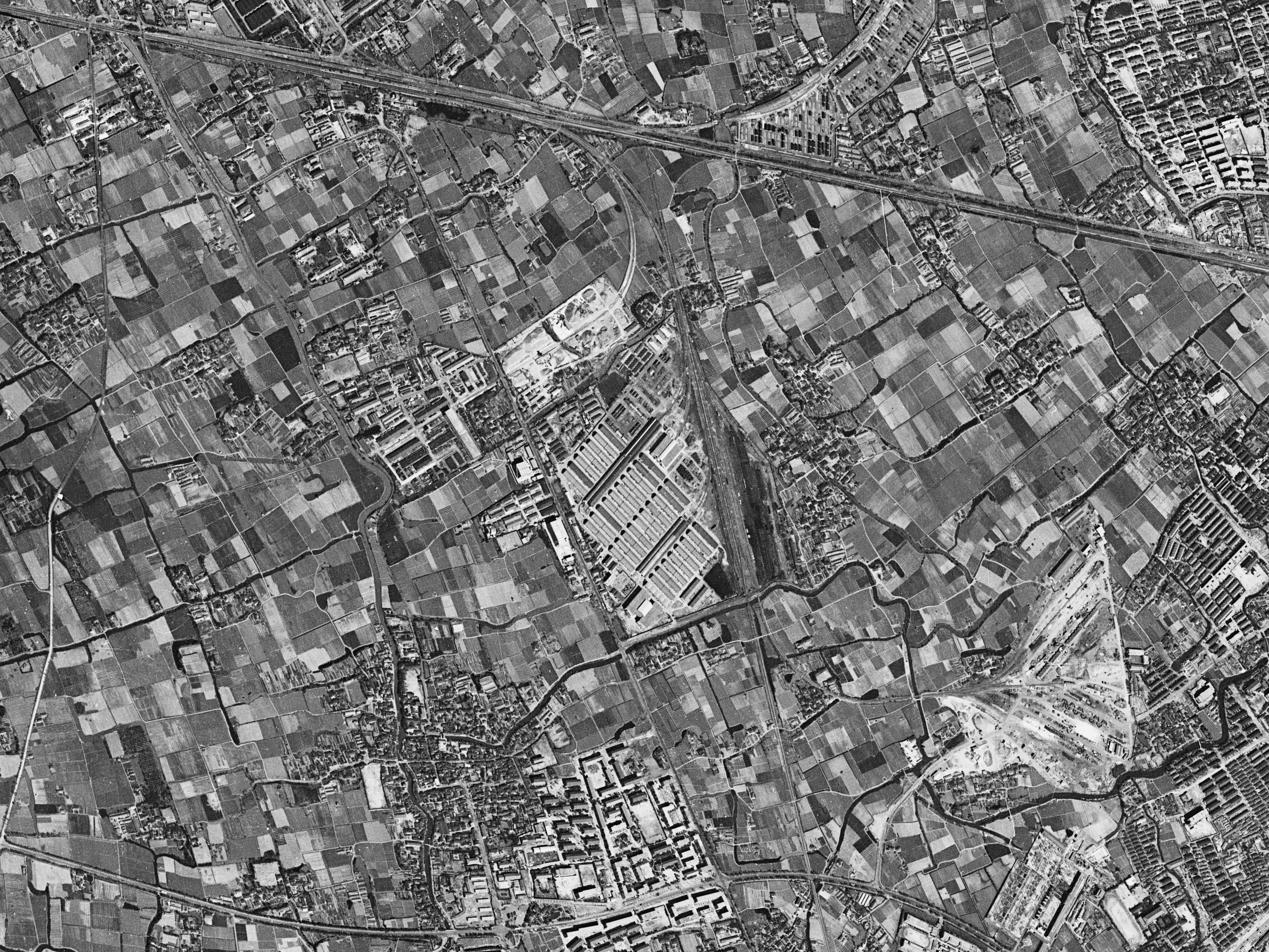
真如站客场、石泉路货场卫星图（1966年）

1949年中华人民共和国成立后，随着国民经济的发展，真如站规模不断扩大。1953年起，真如站先后铺设了九条专用线和三条新站线。1957年后，此处又相继建成太平桥货场和石泉路货场，与旧上海东站一起成为上海铁路枢纽的主要货运站:226。
1982年1月真如站被铁道部核定为一等站。自1984年起，原为货运站的真如站开始增办春节临客到发，陆续担当自上海北站移来的9对客车到发，以减轻老北站的负荷。1985年在车站东侧开工建设真如乘务员公寓（现上西行车公寓）。1986年1月，真如站新站房建成。新站房候车室面积1567平方米、售票厅144平方米、软席候车室162平方米；客场设有站台和雨棚3座:226。根据上海市统一规划，在上海新客站建成前，上海北站超负荷的客流由扩建后的真如站分流，使之成为客运辅助站。在上海新客站建设期间，真如站共分流旅客1400.57万人次。
1989年1月，真如站正式改名为上海西站，原上海西站改名为长宁站。由于上海西站的位置正好位于沪杭铁路外環線（1986年建成）和沪宁线的交点，当时大部分来往沪杭线和沪宁线之间的旅客列车都需要经由上海西站折返（调头）才能南下北上，因此上海西站一直都是上海地区中继上海站后第二繁忙的铁路车站。

### 改造
2006年6月25日，京沪铁路实现电气化后首列电力机车由上海西站发车。2006年7月1日，上海南站正式启用，上海站和上海西站往沪杭线方向的客流量很大部分被分流到南站，而且上海西站日益残破，所以上海西站同时停止办理客运业务，原来所有客运列车分别转至上海南站和上海站到发。但仍保留为铁路职工而的通勤车乘降、货运及行包业务。
2009年1月8日，投資40億元人民币的铁路上海西站交通樞紐工程开始动工，接入沪宁城际铁路。车站在沪宁铁路修建期间施工单位对上海西站进行改造，以配合线路接入上海枢纽。改造工程包括既有京沪、沪昆铁路及站内到发线拨线、修建沪昆铁路南翔动走线特大桥等事项，期间对既有京沪和沪昆铁路修建了外绕线以方便站场施工。改造完成后上海西-上海区间4条股道北向南依次为京沪下行线、沪宁城际下行线（左线）、沪宁城际上行线（右线）及京沪上行线。2010年3月18日，沪宁城际铁路的最后一组钢轨铺设于上海西站内完成。
2010年6月25日，上海西站交通枢纽部分启用，上海西站正式再次运营。工程完成后，上海西站成为集合滬寧城際鐵路、城市軌道交通和城市公交於一體的现代化交通枢纽，成为网络化、功能性、枢纽型的城市综合交通体系中的重要环节，将使真如城市副中心成为目前上海唯一具备A类综合交通枢纽的城市副中心。2010年7月1日，改造后的上海西站随沪宁城际铁路同步投入运营。
上海西站曾经为上海铁路局的直属站，2004年12月13日，上海西直属站撤销并入上海直属站。2006年12月13日，上海西站划归南翔直属站管辖；2010年再次划归上海直属站管理。
2014年12月31日，连接上海西站的南北行人通道经过6年的建设正式投入运行。

## 车站结构

### 站房
上海西站总建筑面积8.4万平方米，其中地下7.4万平方米，地上1万平方米。其中站房建筑面积4000平方米，位于老站房西侧50米。

### 站线布置
上海西站设到发线8股（含正线），站台3座。车站正线由内向外分别为沪宁城际铁路、京沪铁路和沪昆铁路。车站1站台长500米、宽8米的侧式站台；2-5站台为500米、宽9.5米的岛式站台。整个站场通过一条进出站地道和站房连接，并由一座无站台雨棚覆盖。
| 北↑ |      |                                |  |
| 1道 | 无   | 备用线                         |  |
| 2道 | 无   | 京沪线下行正线、沪昆线上行正线 |  |
| 3道 | 5    | 到发线                         |  |
|     | 岛式 |                                |  |
| 4道 | 4    | 沪宁城际线下行正线/到发线      |  |
| 5道 | 3    | 沪宁城际线上行正线/到发线      |  |
|     | 岛式 |                                |  |
| 6道 | 2    | 到发线                         |  |
| 7道 | 无   | 京沪线上行正线、沪昆线下行正线 |  |
| 8道 | 1    | 到发线                         |  |
|     | 侧式 |                                |  |
| 南↓ |      |                                |  |

## 使用情况

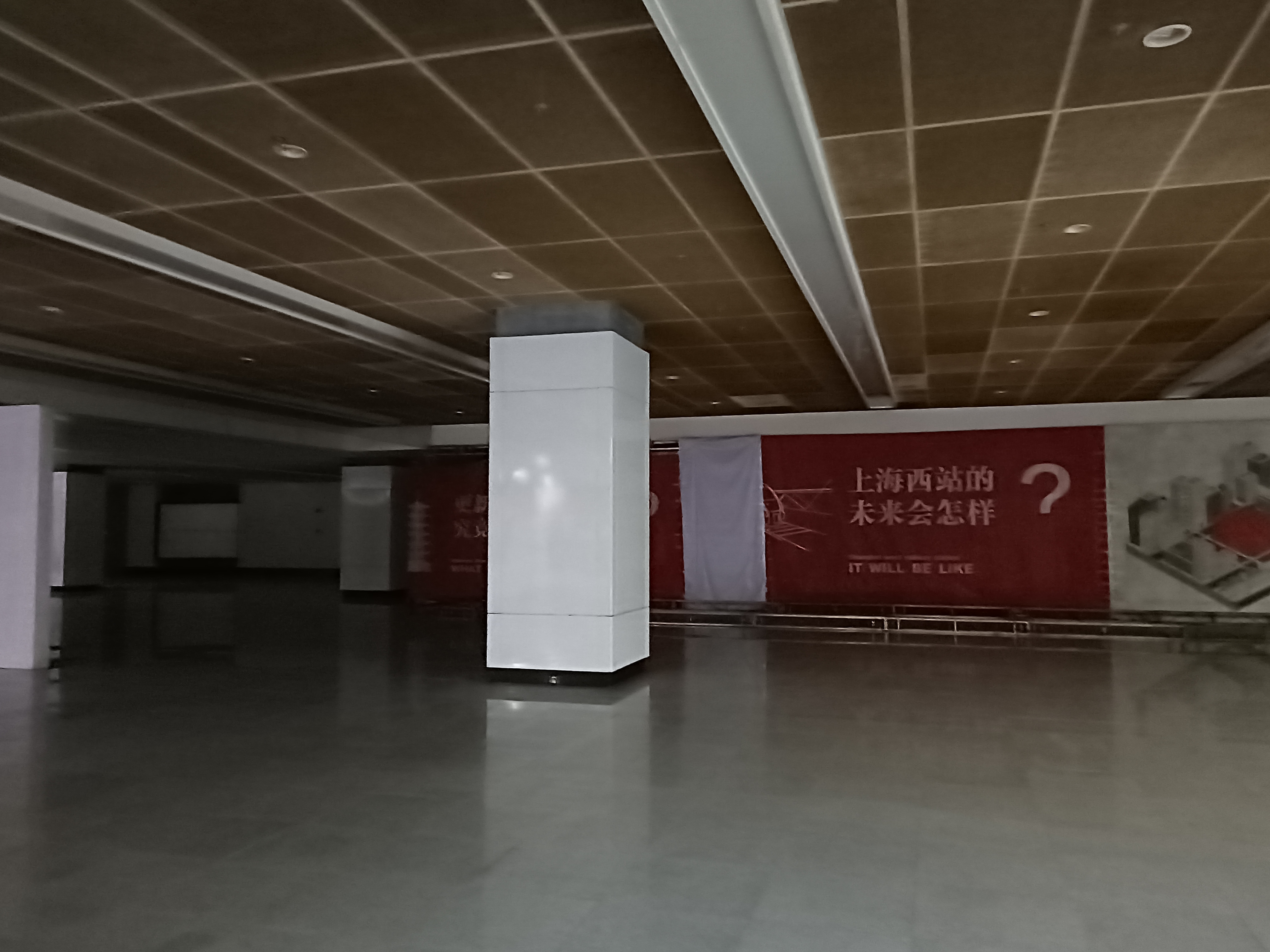
由于乘客数量不及预期，上海西站地下通道日常只开放一半灯光。图中过时的房地产广告以“上海西站的未来会怎样？”为标题

虽然上海西站位于沪宁城际铁路、京沪铁路、沪昆铁路三条铁路的交汇处，但车站实际除去正线以外只有两股到发线，且所有方向都没有折返条件，故而车站利用率较低。截至2020年底，每日有165对各类客运列车通过此站前往上海站，但其中在上海西站停车的仅有12对。由于车站位于城市建成区，未来也不会继续扩建。
2021年6月25日开行上海西站始发的Y701/702次列车。

## 交通

### 轨道交通
- 上海地铁11号线、15号线上海西站站
- 建设中的20号线将途径上海西站

### 公交线路
- 南广场公交枢纽：01路、319路（夜宵线）、普陀社区巴士
- 南广场过境公交（桃浦路）：106路、129路、742路、768路、944路、长征1路
- 北广场过境公交（交通路）-基础公司：117路（注：因交通路修路117路基础公司站临时迁移至869路富平路水泉路站）

## 事件
- 1931年（民国20年）10月27日，207次货物列车在进入真如站时，因进路未办妥而与通过车站10次旅客快车时相撞，造成重伤2人、轻伤27人以及2台机车与2辆货车脱轨[5]:590。
- 1946年（民国35年）2月26日1次特别快车在通过车站后和在下行信号机外调车的上海北站调机相撞，造成5人死亡、22人受伤，1次列车本务和1节客车脱轨以及调机机车、1节守车及2节货车车厢脱轨[5]:591。